# Eketorp
Eketorp er et rundt borganlæg fra folkevandringstiden (ca. 400 e.Kr.) på Alvaret på den sydlige del af Öland (Mörbylånga kommun i Kalmar län i Sverige). Borganlægget var en stor landsbyborg og var befæstet i tre perioder (Eketorp I-III) til og med 1300 e.Kr. undtagen omkring 700-1000 e.Kr.
De tre bebyggelsesfaser var:
- Eketorp I (300–400 e.Kr.)
- Eketorp II (400–700 e.Kr.)
- Eketorp III (1000–1300 e.Kr.).

Det første anlæg havde en omkreds på omkring 57 m, som i 500-tallet blev udvidet til 80 m og omkring 50 bygninger eller rum indenfor murene. I 1000-tallet blev der rejst en ny forsvarsmur og huse i træ. Anlægget havde brønd og den var formentlig en vigtig grund til placeringen.
Borgen er genopbygget i 1970'erne og har rekonstruerede huse fra både folkevandringstiden og middelalderen for at genskabe et autentisk miljø. Eketorp har også et museum inde i borgen med fund fra stedet og en omfattende litteraturbutik.
- Hus fra jernalderen.
- Hus fra middelalderen.
- Hovedindgangen mod syd.
- Brønden i sydøst.